# Verbascum vulcanicum
Verbascum vulcanicum är en flenörtsväxtart som beskrevs av Pierre Edmond Boissier och Heldr.. Verbascum vulcanicum ingår i släktet kungsljus, och familjen flenörtsväxter. Utöver nominatformen finns också underarten V. v. viridans.